# Tahrir al-Xam
Haiat Tahrir aix-Xam (àrab: هيئة تحرير الشام, Hayʾat Taḥrīr ax-Xām, lit. ‘Organització per a l'Alliberament del Llevant’) és una activa organització gihadista i salafista que participa en la guerra civil siriana.

## Història
El grup es va formar el 28 de gener de 2017 com una unió entre Jabhat Fateh al-Xam, Jabhat Al-Nusra, el Front Ansar Al-Din, Jaysh al-Sunna, Liwa al-Haqq i el Moviment Nur Din al-Zenki. Després d'anunciar aquesta unió, diversos grups, entitats i individus addicionals es van unir al grup. L'aliança està dirigida actualment per Jabhat Fatah al-Sham i diversos exmembres del grup Ahrar al-Xam, encara que la direcció consisteix en líders d'altres grups. Molts grups i individus van desertar del grup Ahrar al-Xam, representant entre ells als seus elements més conservadors i salafistes. Actualment, diversos analistes i mitjans de comunicació continuen referint-se a aquest grup amb els seus noms anteriors, Front Al-Nusra i Jabhat Fateh al-Xam. Malgrat la fusió, Tahrir al-Xam funciona efectivament com la branca siriana de l'organització Al-Qaeda en un nivell encobert. Alguns analistes van informar que l'objectiu principal de Tahrir al-Xam era unir a tots els grups amb la ideologia extremista d'Al-Qaeda sota una mateixa bandera i obtenir tantes armes com fos possible. També van informar que molts dels excombatents de Jabhat Fateh al-Xam encara rendien homenatge a Al-Qaeda i mantenien una influència creixent sobre el nou grup. També es va informar que malgrat la recent formació de Tahrir al-Xam, el nou grup va mantenir secretament un vincle fonamental amb Al-Qaeda i que moltes de les personalitats més importants del grup, en particular Abu Jaber, mantenien opinions extremadament radicals. Tahrir Al-Xam comparteix l'objectiu del Front Al-Nusra de convertir a Síria en un emirat islàmic dirigit per Al-Qaeda.
En el moment de la signatura de l'alto-el-foc de 2020, el govern havia recuperat el control de les ciutats més grans de Síria, però grans parts del país segueixen en mans de les Unitats de Protecció Popular kurdes, gihadistes i les Forces Democràtiques Sirianes. L'últim reducte de Tahrir al-Xam i les principals faccions rebels es troba a la província nord-occidental d'Idlib i a parts adjacents del nord de Hama i de les províncies occidentals d'Alep.
El 27 de novembre de 2024 els milicians de Tahrir al-Xam van assaltar almenys 15 poblacions de la província d'Alep i van bloquejar l'autopista que connecta Alep amb Damasc. El 29 de novembre de 2024 els rebels van arribar als afores d'Alep entrant als barris de Hamdaniyah i Nou Alep, capturant cinc districtes amb enfrontaments a altres llocs de la ciutat, inclòs el seu centre.